# 輸血後肝炎
輸血後肝炎（ゆけつごかんえん）は、他人の血液を輸血することによりその血液中の肝炎ウイルスに感染し、（厳密には）肝細胞に炎症反応を惹起する疾患である。しかし今日では輸血による単なる肝炎ウイルス感染も同義で捉えられており、臨床的な定義と合致しなくなっている。

## 診断基準
1996年の厚生省肝炎連絡協議会の診断基準がある。これによると、輸血後2週以後に初発し、少なくとも2週以上継続する肝機能障害（ALT＞100U）で、他の原因による肝障害でないことが確認されたものとある。

## 頻度
血液スクリーニングのない時代には、輸血を受けた患者のおよそ2人に1人が感染していたとされる。
1954年にビキニ環礁で水爆実験に遭遇し被曝した第五福竜丸乗組員に、その後高頻度で発生した肝臓ガン等の肝臓疾患は、放射線障害の治療時の輸血による肝炎ウイルス感染が原因となった可能性が非常に高いとの指摘がある。
また、1964年にエドウィン・O・ライシャワー博士が日本で暴漢に襲われ負傷した際、売血の輸血により肝炎に感染した事件は特に有名である。これは当時「黄色い血」事件として社会に大きな衝撃を与え、日本での輸血用血液の供給が、低品質な売血にたよる体制から全量を献血によりまかなう体制に切り替わるきっかけとなった。しかし、製薬会社による血漿分画製剤向けの有償採漿（＝売血）は1990年まで続き、薬害肝炎問題を引き起こす事となった。
1982年のHBs抗原検査、1989年のHBc抗体検査とHCV抗体検査の導入で感染者は激減し、2000年のHBV，HCVの核酸増幅検査導入により1万例に1例程度の頻度となった。

## 種類
B型とC型、まれにA型、E型がある。A、Eはそもそも経口感染ウイルスだが、疾患の経過中ウイルス血症を呈する時期があることが原因となる。

## 治療
安静、肝庇護剤（SNMC）などの注射による。

## 予後
免疫不全患者を除いてB型では基本的に急性（サブタイプAでは慢性化もあり）、C型では60％で慢性化する。